# Синодална палата
Синодалната палата служи като седалище на Светия синод на Българската православна църква в София.
Проектиран е от българските архитекти Йордан Миланов и Петко Момчилов през 1908 г.
В зелената площ пред сградата е издигнат мемориал на епископ Иларион Макариополски с бронзов релеф на духовника.